# Estella Blain
Estella Blain, gebürtig Micheline Estellat (* 30. März 1930 in Paris; † 1. Januar 1982 in Port-Vendres) war eine französische Schauspielerin und Sängerin.

## Leben
Micheline Estellat, Tochter baskischer Eltern, wuchs im Pariser Montmartre-Bezirk, nahe dem Filmstudio Studios Francœur, auf. Zu Beginn der 1950er Jahre belegte sie Schauspielkurse bei René Simon. Knapp 23-jährig wurde die ursprünglich brünette Nachwuchsmimin von dem Filmregisseur Hervé Bromberger entdeckt und mit einer der weiblichen Hauptrollen in dem problembefrachteten Melodram Wilde Früchte bedacht. Wenig später ließ sich Estella Blain die Haare blondieren – eine Farbe, die sie bis zuletzt beibehalten sollte – und ließ an sich eine Nasenkorrektur vornehmen. Ihre attraktive Erscheinung hatte zur Folge, dass Estella Blain – vom damaligen Zeitgeist kurz le corps (der Körper) gerufen – in ihren Folgefilmen nahezu einzig auf ihre optischen Reize reduziert eingesetzt wurde. Sie spielte femmes fatales, seltener verschüchterte brave Mädchen aus gutem Hause wie ihre lispelnde, stets nur „Ja, Papa“ sagende Tochter in Werner Jacobs’ Operettenverfilmung Im weißen Rössl, Estella Blains einzigem deutschsprachigen Film. 
Das Gros ihrer Filme sind Werke der leichten Muse, doch auch in Produktionen der Nouvelle Vague war sie zu sehen. Mit zunehmender Unzufriedenheit über ihre Filmkarriere unternahm Estella Blain Abstecher zum Theater (Auftritte u. a. in den Stücken La Mama und Le placard). Ab 1964 versuchte sie sich mit eigenen Texten auch als Chansonette. Seit den frühen 1970er Jahren erhielt Estella Blain vom Kinofilm keine Angebote mehr und sie wich auf die Fernseharbeit aus. Sie spielte Rollen u. a. in Puzzle pour démons, Le soldat et la sorcière, La dame aux coquillages und zuletzt L’oiseau bleu, den sie unter dem dänischen Regisseur Gabriel Axel drehte. Sie verübte eine Woche nach der Ausstrahlung ihres letzten Fernsehfilms in der Silvesternacht 1981/82 Suizid, indem sie sich mit der Waffe ihres damaligen Lebensgefährten in ihrem Garten erschoss. 
Estella Blain war in den 1950er Jahren vier Jahre lang mit dem Berufskollegen Gérard Blain verheiratet und hatte nach der Trennung 1957 seinen Nachnamen  behalten. Ihre Schwägerin (hinsichtlich der zweiten Ehe mit Michel Bonjean) war die Schauspielerin Geneviève Page.

## Filmografie
- 1953: Wilde Früchte (Fruits sauvages)
- 1954: Mary Lou und ihre Herren (Escalier de service)
- 1955: Tant qu’il y aura des femmes
- 1956: Junge Rosen im Wind (Les collégiennes)
- 1957: Zyankali (La bonne tisane)
- 1958: Blonde Fracht und schwarze Teufel (Des femmes disparaissent)
- 1958: Das Raubtier rechnet ab (Le fauve est lâché)
- 1959: Die nach Liebe hungern (Les dragueurs)
- 1960: Kalte Wut (Colère froide)
- 1960: Der Boß kennt kein Erbarmen (L’ennemi dans l’ombre)
- 1960: Küste der Piraten (I pirati della costa)
- 1960: Im weißen Rössl
- 1961: Tototruffa 62
- 1965: La corde au cou
- 1965: Angélique und der König (Angélique et le roy)
- 1966: Das Geheimnis des Dr. Z. (Miss Muerte)
- 1967: Vivre la nuit
- 1968: Ein Floh im Ohr (A Flea in Her Ear)
- 1968: Les têtes coupées
- 1971: Les nus
- 1973: Les hasards de la gloire
- 1973: Das wilde Schaf (Le mouton enragé)
- 1974: Le soldat et la sorcière (Fernsehfilm)
- 1981: L‘oiseau bleu (Fernsehfilm)